# 草果药
草果药（学名：Hedychium spicatum）为姜科姜花属下的一个种。
草果药植株茎高1米左右，叶片长圆形或长圆状披针形，花白色。草果药生于山地密林中，分布地区包括中国云南、贵州、四川、西藏等省区及尼泊尔。

## 扩展阅读
- 維基物種上的相關：草果药